# Centro Arte para la Paz

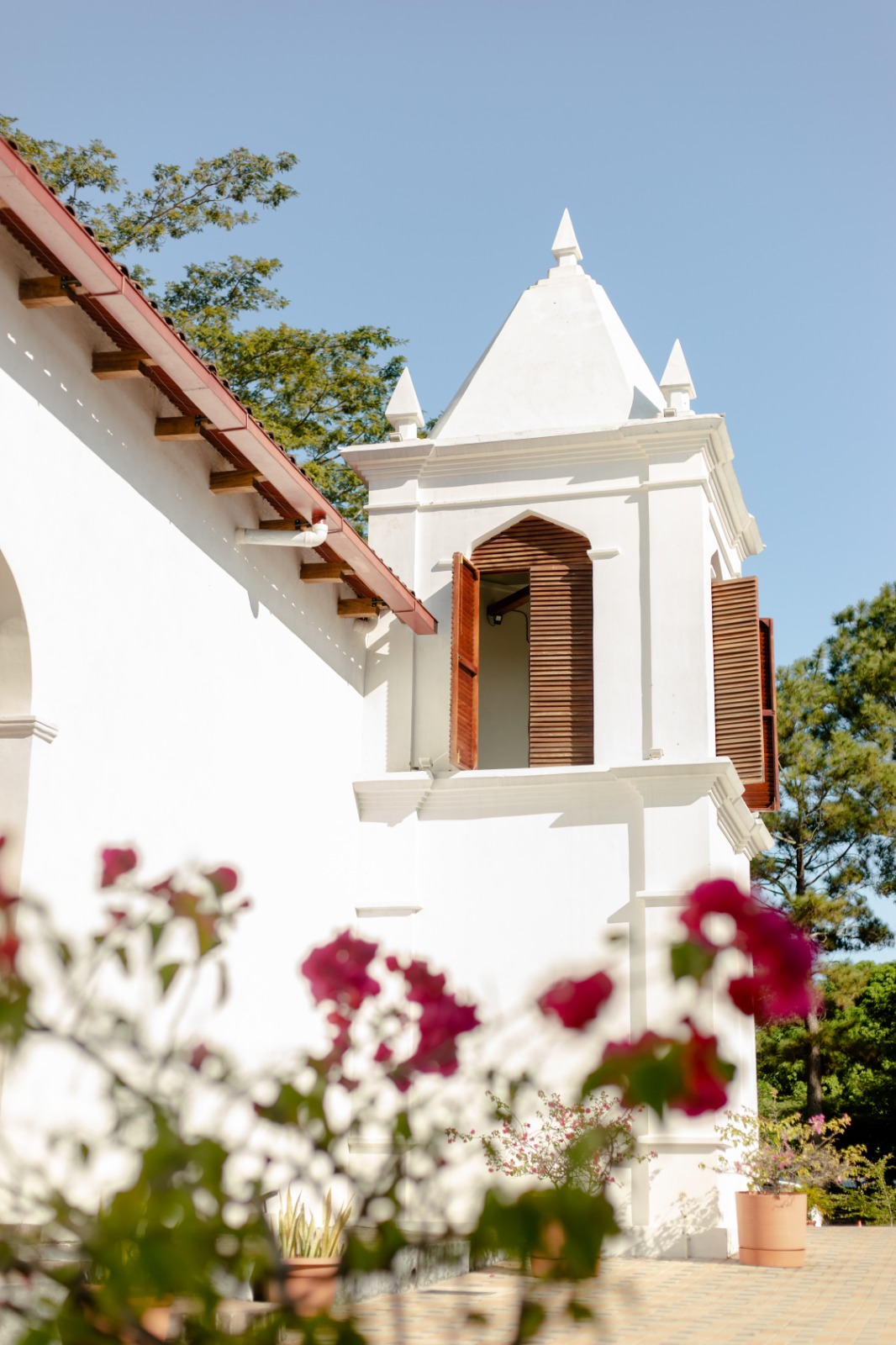
Capilla de San José en el Centro Arte para La Paz

El Centro Arte para la Paz, también llamado por su acrónimo CAP, es una Asociación de Desarrollo Local sin ánimo de lucro situada en la ciudad de Suchitoto, El Salvador. Fue fundado en 2004 a iniciativa de la Hermana de la Caridad estadounidense Margaret Ann O’Neill, más conocida como hermana Peggy, con el objetivo de promover una cultura de paz y conciliación a través del arte. El centro alberga el Museo Comunitario la Memoria Vive y una mediateca, dedicada al archivo y conservación de material audiovisual histórico. 
El recinto se encuentra ubicado en el antiguo Colegio Beata Imelda, una construcción del siglo XIX que fue destruida y abandonada en la década de los 80 debido a la guerra civil. Las labores de restauración culminaron en 2019 con la rehabilitación de la Capilla de San José, muy deteriorada tras veinticinco años en desuso. El conjunto arquitectónico está considerado Patrimonio Cultural Local. 